# Nivard iz Clairvauxa
Nivard iz Clairvauxa (Dijon, oko 1102. – Clairvaux, kolovoz 1153.), francuski cistercit i blaženik.

## Životopis
Rodio se oko 1102. U Dijonu u Francuskoj. Bio je najmlađi brat sv. Bernarda iz Clairvauxa. Nakon što su mu braća otišla u samostan njega su predali nekome svećeniku da ga nauči čitati i pisati. Nakon što je porastao, bio je primljen kao novak u samostan u Cîteauxu, najvjerojatnije godine 1115. Kasnije je pošao za svojim bratom Bernardom u samostan Clairvaux. Brat Bernard mu je ujedno bio i poglavar te ga je slao u razne misije. Poslije je bio i učitelj novaka u samostanu Vaucelles, kod Caimbraia. 
Posljednju vijest o Nivardu su iz godine 1150., kada je pratio svoga brata na putu u Normandiju. Neki pisci spominju da je bio velik štovatelj sv. Josipa, pa ga se naziva blaženi Nivard od Sv. Josipa.